# John Borland Thayer
Pour les articles homonymes, voir Thayer.
John Borland Thayer né le 21 avril 1862 à Philadelphie (Pennsylvanie) et mort le 15 avril 1912 lors du naufrage du Titanic dans l'océan Atlantique, est un joueur de cricket et homme d'affaires américain. Fils d'une riche famille de Pennsylvanie, il pratique son sport de prédilection en milieu universitaire puis participe à des championnats de First-class cricket. Après sa carrière sportive, il se reconvertit dans le monde des affaires et devient vice-président d'une compagnie ferroviaire, la Pennsylvania Railroad.
En avril 1912, il rentre d'un voyage à Berlin à bord du paquebot Titanic avec son épouse et son fils aîné John « Jack » Thayer. Le paquebot heurte un iceberg et fait naufrage le 15 avril. Après avoir placé sa femme en sureté dans un canot, Thayer périt dans la catastrophe. Son fils survit quant à lui de justesse au drame et est l'auteur d'un des principaux récits sur le naufrage.

## Biographie
John Borland Thayer naît le 21 avril 1862 dans une riche famille de Philadelphie. Il fait ses études dans l'université de la ville et y pratique le baseball et le cricket. Il poursuit une carrière dans ce dernier sport. Après sa carrière sportive, il devient vice-président de la prestigieuse compagnie de chemin de fer Pennsylvania Railroad.
En 1893, il épouse Marian Longstreth Morris qui lui donne quatre enfants.
Le 10 avril 1912, il embarque sur le Titanic à Cherbourg en France. Il était accompagné de sa femme, Marian et de l'un de ses enfants, John Thayer Jr, qui est âgé de 17 ans à cette date. Durant le naufrage, Marian embarque à bord du canot no 4 qui est affalé vers 1 h 50. John Thayer meurt durant le naufrage, et son corps, s'il a été retrouvé, n'a pas été identifié.

## John Borland « Jack » Thayer III
Son fils, John Thayer III, surnommé « Jack », survit au naufrage de justesse en sautant du navire et en nageant jusqu'au canot pliable B qui flotte retourné. Il témoigne à de nombreuses reprises, publiant notamment un récit de son aventure. Il se suicide à l'aide d'une lame de rasoir en 1945, peu après la mort de son fils durant la Seconde Guerre mondiale